# نادي نيوم السعودي موسم 2025–26
نادي نيوم هو نادٍ رياضي سعودي محترف، يقع مقره حاليًا في مدينة تبوك، وسُمّي تيمنًا بمنطقة نيوم الحضرية المخطط لها. يلعب الفريق حالياً في دوري المحترفين السعودي، بعد صعوده من دوري الدرجة الأولى في موسم 2024-2025. كان النادي يُعرف سابقًا باسم نادي الصقور، وتم تغيير اسمه إلى نادي نيوم في ديسمبر 2023. 
معلومات إضافية عن نادي نيوم:
- التأسيس: تأسس النادي عام 1965م.
- الملعب: يخوض الفريق مبارياته على أرضه في ملعب مدينة الملك خالد الرياضية في تبوك، وينتظر استكمال بناء ملعب نيوم في مدينة ذا لاين.
- الألعاب: يضم النادي العديد من الألعاب المختلفة بالإضافة إلى كرة القدم، مثل كرة السلة، وألعاب القوى، وكمال الأجسام، وتنس الطاولة.
- الرؤية: يهدف نادي نيوم إلى أن يكون نموذجًا رياضيًا عالميًا، يجمع بين الاحترافية والتطور، ويساهم في تحقيق أهداف رؤية السعودية 2030.
- الاستحواذ: تم الاستحواذ على النادي من قبل شركة نيوم في عام 2023م.
- الشعار والهوية: يعكس شعار النادي الجديد هوية مشروع نيوم ويضم خمسة عناصر رئيسية هي التقنية، الطبيعة، المجتمع، الاستدامة، والعيش الرغيد.
- اللاعبون: يضم الفريق لاعبين سعوديين ومحترفين أجانب، من بينهم البرازيلي بيتروس أراوخو، والمصري محمد فؤاد، والبرازيلي تياجو بيزيرا، والغاني صامويل أوسو، والتونسي محمد الصغراوي.
- المدرب: يقود الفريق المدرب البرازيلي بريكليس شاموسكا، الذي يملك خبرة واسعة بالكرة السعودية.